# Saint John (St. Patrick)
Saint John ist eine Siedlung im Nordosten des Inselstaates Grenada in der Karibik. 

## Geographie
Der Ort liegt  im Parish Saint Patrick, auf der Grenze zum Parish Saint Andrew in den Ausläufern des Mount Saint Catherine. Im Umkreis liegen die Siedlungen Barique, Peggy’s Whim, Belmont, Hermitage, Mount Rose und Carrière.